# 留日中國藝術家
二十世紀初始，多批中國青年美術學生官派或自費到日本留學。留日藝術家大多在東京美術學校學習，以油畫、雕塑為主要領域。許多留日學子後來成為了著名的藝術家，其中表表者包括李叔同、陳抱一、關良、林達川、汪亞塵等。

## 大事記
1896年，日東京美術學校開設西洋畫科，聘請黑田清輝等人任教。黑田清輝等人在歐洲留學是接受了印象主義的風格，回日本後成立了美術團體白馬會。
1905年，李叔同東渡日本留學，以李哀之名在東京參與日本名士組織「隨鷗吟社」之雅集，並與曾延年等組織「春柳社」。
1906年，高劍父赴日本遊學。
1913年，陳抱一留學日本，先在日本著名油畫家藤島武二（1867-1943）的直接指導下學習油畫，後入讀東京上野美術學校。
1916年，陳抱一、江新、嚴智開、方明遠、胡根天等在日本成立「中華獨立美術研究會」。
1921年，豐子愷赴日本學習，入川端畫學校。 10 個月後歸國。
1922年夏，留日畫家關良、陳抱一、許敦谷、胡根天在歸國返滬後不久，於上海寧波舉行了「藝術社繪畫展」。
1920年代，朱士傑訪學日本，把包豪斯思想和實用美術帶回中國。
1932年，林達川赴日本留學，在東京美術學校師從梅原龍三郎和安井曾太郎，畢業後以職業畫家的身份躋身日本畫壇，並加入「一水會」。林達川多次入選日本美術展覽會並獲得「無監查」、「依囑」等榮譽，是戰後日本美術界獲最高榮譽的華人。
1933年，傅抱石赴日本帝國美術學院攻讀東方美術史及工藝雕塑。

## 東京美術學校
中國留學生主要在東京美術學校、川端畫學校學習。東京美術學校是十九世紀以來日本唯一一所國立美術學校。 1896年，在曾留學法國的畫家黑田清輝的主張之下，原繪畫科改為日本畫科，另增設西洋畫科，再先後增設圖案科、塑造科和圖畫科。

## 代表人物
據1906年發表的一篇日文報導《清國人誌於洋畫》統計，自1905年至1949年，在東京美術學校（現為東京藝術大學）「共有134個優秀中國人在這裡度過弱冠之年。」
學習西畫的日本學生集中於滕島武二執教的川端畫學校和東京美術學校，包括李叔同、高劍父、陳抱一、汪亞塵、王悅之、陳之佛、胡根天、關良、朱屺瞻、林達川、衛天霖、丁衍庸、豐子愷、許幸之、倪貽德、王曼碩、李樺、謝海燕、黎雄才、傅抱石、王式廓、宋征殷、江新、嚴志開、汪洋洋、雷毓湘、方明遠、李廷英、許敦谷、王道源等。
在日本其他學校學習或考察過的有陳師曾、李毅士、周湘、于右任、沈尹默、高奇峰、陳樹人、溥心畲、張大千、潘天壽、黃君壁、楊善深等。
蘇州美術專科學校創辦人朱士傑曾於1920年代訪學日本，把包豪斯思想和實用美術的教學方法和系統帶回中國。